# Nephrotoma aurocomata
Nephrotoma aurocomata is een tweevleugelige uit de familie langpootmuggen (Tipulidae). De soort komt voor in het Neotropisch gebied.